# Парламентские выборы в Лихтенштейне (1997)

Парламентские выборы в Лихтенштейне 1997 года проходили 2 февраля. Большинство получил Патриотический союз, обеспечив себе в Ландтаге 13 мест из 25. Явка избирателей составила 86,94 %.

## Результаты
| Партия                                    | Партия                                    | Голосов | %     | Мест | +/– |
| ----------------------------------------- | ----------------------------------------- | ------- | ----- | ---- | --- |
|                                           | Патриотический союз                       | 82 786  | 49,2  | 13   | 0   |
|                                           | Прогрессивная гражданская партия          | 65 914  | 39,2  | 10   | -1  |
|                                           | Свободный список                          | 19 455  | 11,6  | 2    | +1  |
| Недействительных/пустых бюллетеней        | Недействительных/пустых бюллетеней        | 219     | —     | —    | —   |
| Всего                                     | Всего                                     | 12 836* | 100   | 25   | —   |
| Зарегистрированных избирателей/Участие, % | Зарегистрированных избирателей/Участие, % | 14 765* | 86,94 | —    | —   |

* Каждый избиратель имеет столько голосов, сколько мест в парламенте, поэтому общее количество голосов, отданных за различные партии больше, чем количество избирателей.